# イン・ブルー
『イン・ブルー』（In Blue）は、アイルランドのバンド、ザ・コアーズが2000年に発表した3作目のスタジオ・アルバム。

## 解説
アルバム・タイトルは「ギヴ・ミー・ア・リーズン」の歌詞から取られた。「レディオ」と「アット・ユア・サイド」は、『ザ・コアーズ・アンプラグド』（1999年）で新曲として発表された曲のスタジオ・ヴァージョン。
日本盤やオーストラリア盤には、シングル「ブレスレス」のカップリング曲「ジュディ」がボーナス・トラックとして追加収録された。
本作はヨーロッパ諸国で大ヒットを記録した。全英アルバムチャートでは2週連続で1位を獲得して9週にわたりトップ10入りし、ドイツのアルバム・チャートでは6週にわたり1位を獲得。アメリカではザ・コアーズのアルバムとしては初めてBillboard 200でトップ40入りして最高21位に達し、2001年4月にはRIAAによってプラチナ・ディスクに認定された。
2000年にリリースされた本作のスペシャル・エディション盤には、アコースティック・ヴァージョン、未発表曲、ライヴ音源を収録したボーナス・ディスクが追加されている。

## 収録曲
特記なき楽曲はザ・コアーズ作。15.はインストゥルメンタル。
1. ブレスレス - "Breathless" (The Corrs, Robert John Lange) - 3:28
2. ギヴ・ミー・ア・リーズン - "Give Me a Reason" - 3:29
3. サムバディ・フォー・サムワン - "Somebody for Someone" - 4:00
4. セイ - "Say" - 4:33
5. オール・ザ・ラヴ・イン・ザ・ワールド - "All the Love in the World" (The Corrs, R. J. Lange) - 4:22
6. レディオ - "Radio" - 4:14
7. イリィジスティブル - "Irresistible" (The Corrs, R. J. Lange) - 3:40
8. ワン・ナイト - "One Night" - 4:38
9. オール・イン・ア・デイ - "All in a Day" - 3:43
10. アット・ユア・サイド - "At Your Side" - 3:55
11. ノー・モア・クライ - "No More Cry" - 2:59
12. レイン - "Rain" - 4:15
13. ギヴ・イット・オール・アップ - "Give It All Up" - 3:28
14. ハート・ビフォア - "Hurt Before" - 4:05
15. レベル・ハート - "Rebel Heart" - 4:13

### ボーナス・トラック
1. ジュディ - "Judy" - 2:26

### スペシャル・エディション盤ボーナス・ディスク
1. サムバディ・フォー・サムワン（アコースティック・ヴァージョン） - "Somebody for Someone (Acoustic)" - 3:24
2. ノー・モア・クライ（アコースティック・ヴァージョン） - "No More Cry (Acoustic)" - 2:53
3. レディオ（アコースティック・ヴァージョン） - "Radio (Acoustic)" - 4:14
4. アット・ユア・サイド（アコースティック・ヴァージョン） - "At Your Side (Acoustic)" - 3:50
5. ラヴ・イン・ザ・ミルキー・ウェイ - "Love in the Milky Way" - 4:01
6. ルッキング・イン・ジ・アイズ・オブ・ラヴ - "Looking in the Eyes of Love" - 4:32
7. ヘイスト・トゥ・ザ・ウェディング（ライヴ） - "Haste to the Wedding (Live instrumental)" - 5:00
8. ソー・ヤング（ライヴ） - "So Young (Live)" - 7:35

## 参加ミュージシャン
- アンドレア・コアー - ボーカル、ティン・ホイッスル
- シャロン・コアー - ヴァイオリン、バッキング・ボーカル
- キャロライン・コアー - バウロン、ドラムス、パーカッション、バッキング・ボーカル
- ジム・コアー - ギター、キーボード、バッキング・ボーカル

アディショナル・ミュージシャン
- アンソニー・ドレナン - ギター、リードギター
- キース・ダフィ - ベース
- ビリー・ファレル - キーボード、プログラミング
- ミッチェル・フルーム - キーボード
- オイジン・マーレイ - プログラミング
- Fiachra Trench - ストリングス・アレンジ(#8)
- ポール・ダフィ - サクソフォーン(#13)
- ローナン・ドゥーニー - トランペット(#13)